# Ietbaraque
Ietbaraque (Yetbarak) foi negus do Reino Zagué no século XIII. Segundo Taddesse Tamrat, era filho de Lalibela.

## Vida
A tradição afirma que Ietbaraque subiu ao trono depois que seu pai, o rei Lalibela, retirou a coroa de sua primeira escolha de sucessor, o primo de Ietbaraque, Neacueto Leabe. Taddesse Tamrat argumenta que essa tradição é baseada numa versão oficial dos eventos e teoriza que Neacueto Leabe havia lutado com Ietbaraque pelo trono e, apesar do sucesso inicial, Ietbaraque tornou-se rei no final. Taddesse Tamrat também sugere que era o mesmo indivíduo conhecido na "tradição hagiográfica oficial" como Za-Ilmaquenum, o rei zagué a quem Iecuno-Amelaque matou e sucedeu. Tamrat observa que Za-Ilmaquenum é traduzido como "O desconhecido, o oculto", um "termo esotérico" que "se tornou um mecanismo de fuga útil ao negar que o rei morto por Iecuno-Amelaque tivesse algo a ver com Lasta".